# Alternativa Joven para Alemania
Alternativa Joven para Alemania (en alemán: Junge Alternative für Deutschland), abreviado como JA, es el ala juvenil del partido político Alternativa para Alemania (AfD). Tanto dicha organización como su partido madre se ubican entre la derecha y la extrema derecha del espectro político.
La JA fue fundada en 2013 y reconocida el 28 de noviembre de 2015 por una conferencia del partido AfD. La Oficina Federal para la Protección de la Constitución ha clasificado a la organización como un «caso sospechoso» con una «actitud, en particular, antiislámica».

## Historia

### Fundación y reconocimiento por parte de AfD
Alternativa Joven (JA) se fundó en junio de 2013 en su primer congreso federal en Darmstadt. En junio de 2014, la convención estatal de la Asociación Nacional AfD reconoció a los delegados de Renania del Norte-Westfalia por primera vez. Desde octubre de 2014, las asociaciones regionales de Hamburgo y Sarre también reconocieron a JA como una organización juvenil. En el transcurso de 2015 hubo un total de diez asociaciones nacionales.

### Disputa de dirección en 2015 y ruptura de Jóvenes Reformadores
En el 3.er Congreso Federal de Alternativa Joven en Bottrop (enero de 2015), se libró una disputa abierta sobre la dirección entre el campo liberal-conservador y los representantes del ala nacional-conservadora de la organización.
En el congreso federal en Bottrop, el candidato liberal-conservador Philipp Meyer se impuso contra Markus Frohnmaier. Después de una disputa interna, Meyer fue relevado de su cargo en mayo, cinco meses después de su elección como presidente federal. Meyer, quien, según la época, era considerado partidario de Lucke, estaba acusado de haber apoyado el proceso de acusación contra el presidente del estado de Turingia, Björn Höcke, y el establecimiento de la asociación Weckruf 2015, una plataforma de miembros liberales de AfD, con su firma.
En junio de 2015, 40 miembros renunciaron a Junge Alternative. Entre ellos se encontraban dos expresidentes federales. El primer presidente federal, Torsten Heinrich, ya había declarado su salida en marzo de 2014 por su propia cuenta.
Ya en el período previo a la conferencia de la AfD de Essen hubo una división dentro de la organización juvenil. El 28 de junio de 2015 se fundaron los Jóvenes Reformadores como una organización juvenil de lo que entonces era la Alianza para el Progreso y el Resurgir.

### 2016-presente
En 2021, el grupo de trabajo de protección constitucional de la AfD recomendó que la junta ejecutiva federal de la AfD expulsara al presidente del partido, Marvin Neumann. Neumann había publicado previamente tuits racistas; entre otras cosas, había escrito que "a los negros no se les permitía ser alemanes".

## Membresía
Se puede ser miembro de la JA en el rango de edad de los 14 a los 36 años, aunque los funcionarios que superen el límite de edad no abandonan la JA hasta el final de su mandato. No se requiere membresía simultánea en la AfD. De la misma manera, los miembros de la AfD menores de 36 años no son automáticamente miembros de la JA.

## Evaluación de autoridades de protección constitucional
Alternativa Joven para Alemania está clasificada y supervisada por la Oficina Federal para la Protección de la Constitución y las autoridades para la protección de la Constitución en los estados de Bremen, Baja Sajonia, Baden-Württemberg, Berlín y Hesse como un supuesto “caso sospechoso” de esfuerzos extremistas. Las autoridades entienden esto como grupos que no son claramente extremistas, pero para los que existen “indicios fácticos” suficientemente importantes para tal sospecha.
En enero de 2020, la AfD presentó una demanda ante el Tribunal Administrativo de Colonia contra la observación de su organización juvenil por parte de la BfV.

## Presidentes
- Torsten Heinrich (2013-2014; renunció).
- Philipp Ritz (2014-2015; renunció).
- Philipp Meyer (2015; renunció).
- Sven Tritschler (2015-2018; retirado).
- Damian Lohr (2018-2021).
- Marvin Neumann (2021; renunció).
- Carlo Clemens (2021-2022).
- Hannes Gnauck (2022-presente).